# أحمد أمين يالمان
أحمد أمين يالمان (14 أيار 1888 - 19 كانون الأول 1972 م) كان صحفيًا وناشرًا وأستاذًا ومستشارًا سياسيًا مؤثرًا في جمهورية تركيا. كان ليبراليًا وعارض انتشار الفكر النازي في وطنه.

## الحياة المبكرة والتعليم
وُلِد أحمد أمين يالمان في عائلة دونمة اليهودية المُتخفية عام 1888 م في سالونيك، التي كانت في ذلك الوقت جزءًا من الإمبراطورية العثمانية. كان تعليمه المبكر متنوعًا، حيث التحق بالعديد من المدارس في سالونيك، من بينها مدرسة ابتدائية ذات تأثيرات شبطائية يهودية [الإنجليزية]، ثم المدرسة المتوسطة العسكرية حيث كان والده عثمان توفيق بك مدرسًا للخط. بعد بعض الصعوبات التي واجهها يالمان مع معلميه، قرر والده تسجيله في المدرسة الألمانية في سيلانيك. في عام 1903، وبما أن والده كان يعمل في مديرية الصحافة العثمانية في القسطنطينية (إسطنبول حاليًا)، فقد التحق بالمدرسة الألمانية في إسطنبول [الإنجليزية] في بيوغلو حيث تعلم اللغتين الألمانية والإنجليزية. بعد تخرجه، بدأ يالمان العمل كمترجم لصحيفة صباح وكذلك للحكومة العثمانية. حاول أيضًا دراسة القانون في دار الفنون في إسطنبول، لكنه لم يتمكن من إنهاء دراسته هناك. منذ عام 1911 فصاعدًا، درس يالمان العلوم السياسية في جامعة كولومبيا، حيث حصل على درجة الدكتوراه في عام 1914.

## روابط خارجية
- بحث جوجل عن أحمد أمين يلمان